# 大歳金刀比羅神社
大歳金刀比羅神社（おおとしこんぴらじんじゃ）は、兵庫県多可郡多可町中区にある神社。

## 概要
古くは大歳神社として鍛冶の祭神である天目一命が祀られていた。創立時期は不詳ながら、延宝検地（延宝5年）の検地帳に慶長年間に行われた検地で九畝二十歩の神田を有していたことが記されているため、慶長以前の創始と考えられている。1795年（寛政6年）に鍛冶屋村の藤井孫右衛門が諸病平癒のため、讃岐国金刀比羅宮から金刀比羅神社を境内に勧請、大歳神社の摂社とした。
明治維新後の1874年（明治7年）には、近代社格制度に基づき村社となった。1911年（明治44年）、腐朽が進んだため大歳神社の社殿を除却、跡地に1881年（明治18年）に再建されていた金刀比羅神社の本殿を移設して合祀、社名を大歳金刀比羅神社に改めた。

## 社殿

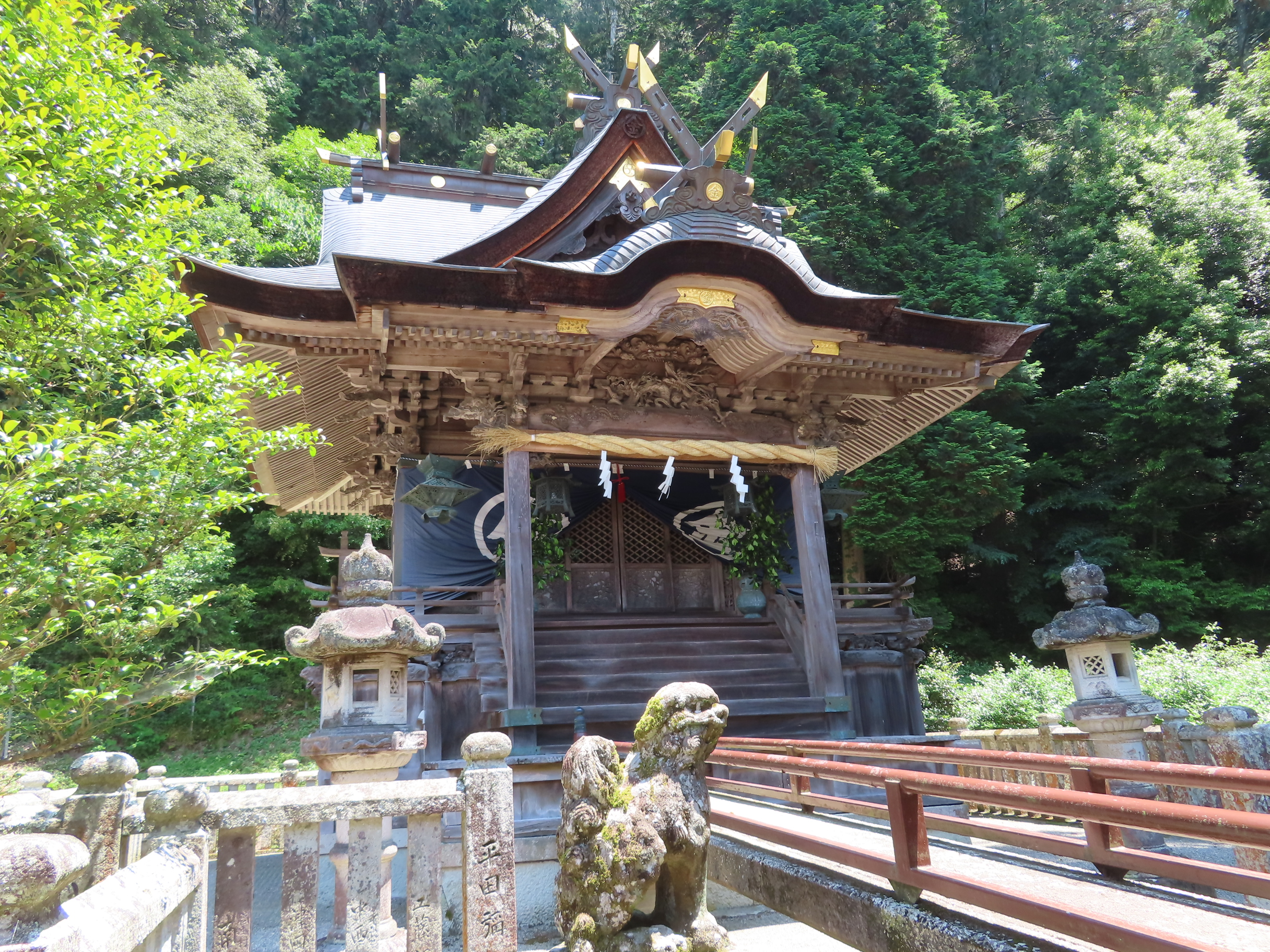
本殿

本殿の構造は入母屋造平入で檜皮葺、規模は正面三軒、身舎側面二軒である。正面に千鳥破風および軒唐破風をつけた一軒の庇が設けられており、三宝廻縁、浜床を有する。軒まわり、縁まわりには多数の装飾彫刻が施されており、当地における19世紀から20世紀初頭にかけての社寺建築の装飾意匠の変遷において参考となる遺構であるとされている。
- 旧拝殿

大歳神社の拝殿を移築したものである。構造は入母屋造、長床式、桟瓦葺で、規模は正面三軒、側面二軒である。後世の補修により各所の原型は失われているが、細部の手法から19世紀初頭の建立と考えられ、前代の社殿の概略の参考となるとされている。 - 本殿

## 境内社
- 大神宮社
- 天目一神社
- 八坂稲荷神社
- 北播護国神社

## 祭礼
- 例祭（11月23日）

姫路の播磨国総社射楯兵主神社、北条の住吉神社と並んで播州三大祭と称され、かつては祭の期間中に10万人規模の参拝者があった。鍛冶屋線（1990年廃止）では参拝客輸送のため、車両を増結した5-6両編成での運行が行われていた。